# Rearreglo sigmatrópico 2,3
En química, los rearreglos sigmatrópicos 2,3 son un tipo de mecanismo de reacción de rearreglo sigmatrópico y pueden ser clasificados en dos tipos: los rearreglos de un sulfóxido alílico, óxido de amina o selenóxido son neutrales; los rearreglos de un carbanión de éter de alilo son aniónicos. El esquema general de esta clase de rearreglos es:
El átomo Y puede ser azufre, selenio, o nitrógeno. Si Y es nitrógeno, la reacción se conocida como rearreglo 2,3 de Stevens; si Y es oxígeno, la reacción es denominada un rearreglo 2,3 de Wittig (no confundir con la reacción de Wittig, que involucra a un iluro de fosfonio).
Un rearreglo [2,3] puede ocasionar la formación de un enlace carbono-carbono. También puede ser usado en reacciones de expansión de anillo.

## Estereoselectividad
Los rearreglos sigmatrópicos 2,3 pueden ofrecer alta estereoselectividad. En el nuevo enlace doble formado hay una alta preferencia para la formación del producto E-alqueno o isómero trans. La estereoquímica del nuevo enlace carbono-carbono formado es más difícil de predecir. Puede ser inferida a partir del estado de transición de anillo de cinco miembros. Generalmente, un E-alqueno favorecerá la formación del producto anti, mientras que un E-alqueno favorecerá la formación del producto syn.
La diastereoselectividad puede ser alta para un Z-alqueno con grupos estabilizantes de aniones alquinilo, alquenilo o arilo. La diastereoselectividad suele ser más baja con los E-alquenos. Los grupos de hidrocarbonados preferirán la orientación exo en el estado de transición cíclico. El grupo estabilizante del anión preferirá la orientación endo en el estado de transición.
- Datos: Q4596771